# Пиндаль (Мазовецкое воеводство)
Пи́ндаль (пол. Pindal) — село в Польше в сельской гмине Кампинос Западно-Варшавского повета Мазовецкого воеводства.
Село располагается в 7 км от административного центра сельской гмины Кампинос, в 31 км от административного центра повета города Ожарув-Мазовецкий и в 45 км от административного центра воеводства города Варшава.
В 1975—1998 годах село входило в состав Варшавского воеводства.